# 克莱兹代尔马
克莱兹代尔马是一个挽马的品种，它的名字来源于苏格兰克莱兹代尔县的农马。尽管它最初只是挽马中一个较矮小的品种，但它现在已经是一个高大的品种了。克莱兹代尔马往往是枣色，并有着明显的白色标记，该标记源于它们身体里存在的落羽杉基因。这种马最初是用于农耕和拖运，如今也仍然被用作挽马。百威克莱兹代尔马是一群最著名的克莱兹代尔马，其次是英国皇家近卫骑兵的鼓马。克莱兹代尔马也被用于创造和改善其它品种。
该品种是从进口到苏格兰的弗拉芒种马和当地的母马交配发展而来的。最早将该品种称为“克莱兹代尔”的记录出现在1826年，到1830年出现了一个租用种马的系统，使得克莱兹代尔马普及到了整个苏格兰和英格兰北部。第一个品种注册机构成立于1877年。在19世纪末、20世纪初，成千上万的克莱兹代尔马从苏格兰出口到世界各地。其中也包括澳大利亚和新西兰，在那里它们被称为“建立澳大利亚的品种”。
在第一次世界大战期间，由于机械化的发展和战争征用，该品种的数量开始下降。之后，下降仍在持续，到1970年代，稀有品种生存信托认为该品种很容易灭绝。在人为干预的这段时间，该品种的数量略有增加，但他们仍然认为很脆弱。

## 特征
在其整个历史中，克莱兹代尔马的体型发生了很大变化。在1920和1930年代，这是一种体型较小的马，比夏尔马、佩尔什马、比利时马都小。从1940年代开始，饲养的克莱兹代尔马通过人工选择的方式，变得更高了，这样在游行和表演时看起来更威风。现在，克莱兹代尔马的身高约64至72英寸（1.6至1.8），体重约1,800至2,000英磅（820至910）。:348–351一些成年公马则更大，身高超过72英寸（1.8），体重可达2,200英磅（1,000）。该品种的脸部轮廓有明显或轻微凸起，前额宽阔，鼻口较宽。
克莱兹代尔马的肌肉发达而强壮，颈部呈拱形，马肩隆较高，肩膀倾斜。饲养协会特别关注的蹄和腿的质量，以及综合的运动能力。他们步态活跃，有清晰的抬蹄动作，以及对力量和品质有一个一般的印象。:348–351克莱兹代尔马精力充沛，克莱兹代尔马社团描述其为“用着舒心，看着赏心”。
克莱兹代尔马已经被确认存在慢性进行性淋巴水肿的风险。这种疾病的临床症状包括，进行性水肿、角化过度和四肢远侧的纤维化，类似于人类的慢性淋巴水肿。另一项健康问题是，小腿上茂密的长腿毛导致的皮肤问题。俗称的“克莱德痒”被认为是由一种毛囊虫病引起的。还有一项已知的是，克莱兹代尔马的脸周围的粉红色（无色素的）皮肤会被晒伤。
克莱兹代尔马的颜色通常为枣色，但是也会出现沙色图案、黑色、灰色和栗色。多数具有白色印记，包括在脸上、脚上和腿上，偶尔在身上有斑点（一般在下腹部）。它们的小腿上还长着大片的腿羽。:348–351沙色，身体上的斑点，以及大片的白色印记被认为是萨维诺遗传的结果。某些克莱兹代尔马的育种者希望面部和腿部有白色印记，但是不希望身上有斑点。
为了尝试获得理想的一组印记，他们往往用只有一条白腿的马，与有四条白腿及身上有萨维诺沙色的马交配来繁殖马匹。通常来说，会得到一匹有所需数量白色印记的小马驹。克莱兹代尔马并没有萨维诺1（SB1）基因，该基因是在许多其它品种中导致萨维诺特征的基因，因此研究人员推论，几种其它基因也能导致这些图案。
许多买家会为枣色和黑色马支付高价，尤其是那些有四条白腿和面部白色印记的。特定的颜色，往往比其它物理特征更受青睐，如果马匹具有想要的颜色和印记，某些买家甚至会选择有缺陷的马。买家并不喜欢沙色马，尽管有位育种作家从理论上解释了，若要保持想要的毛皮颜色和质地，就需要沙色马。而且品种协会也指出，所有颜色都挺好，并且接受的沙色和身上有斑点的马也越来越多。

## 历史

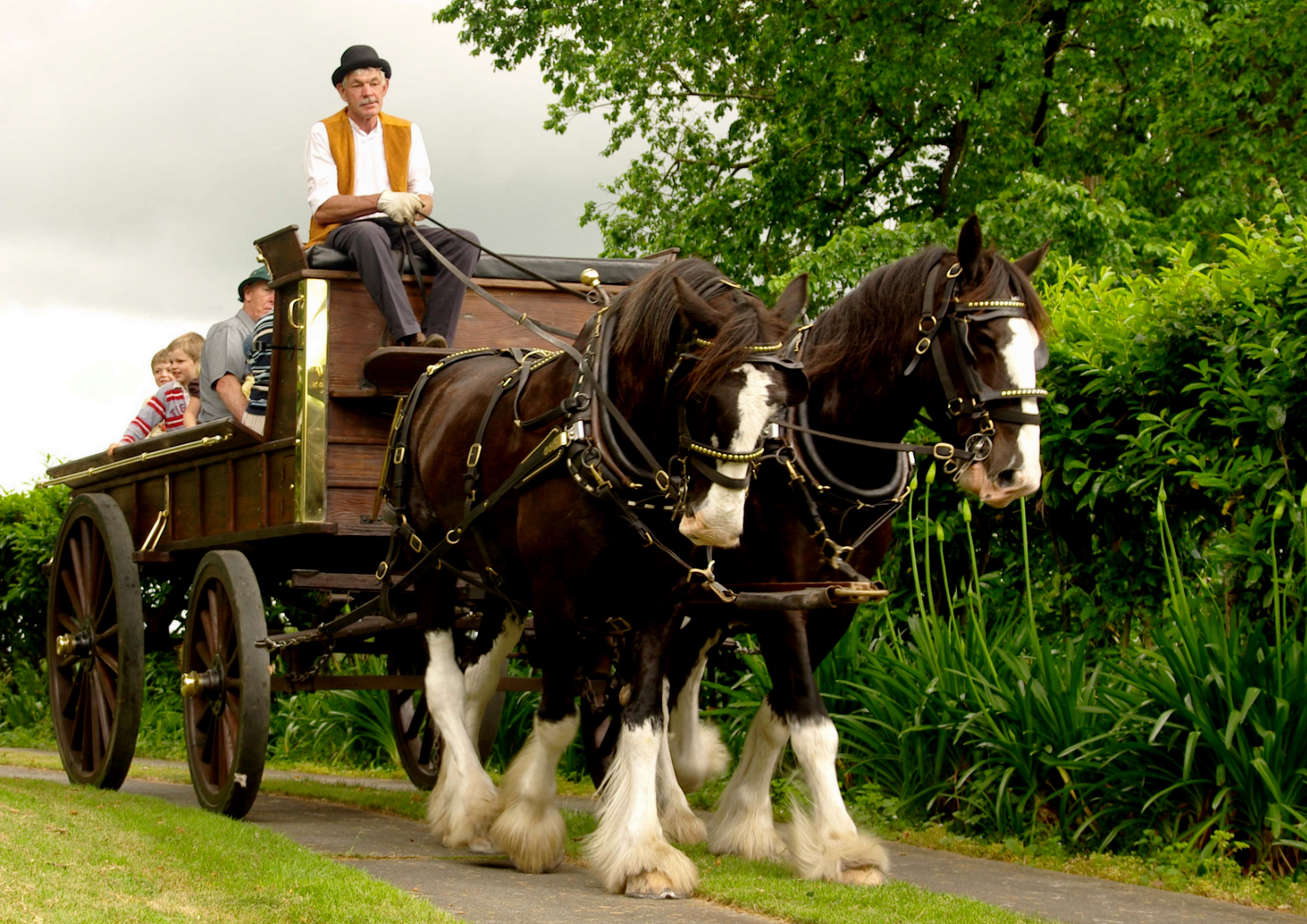
两匹新西兰克莱兹代尔马在拉车

克莱兹代尔马的名字取自克莱兹代尔，即拉纳克郡以前的名字，源自克莱德河。在18世纪中期，弗拉芒种公马被进口到苏格兰，并与当地的母马交配，生出的马驹比本地现有的品种更大。这其中包括罗奇洛奇的约翰·帕特森（John Paterson of Lochlyloch）从英格兰进口的一匹黑色无名种马，和汉密尔顿公爵拥有的一匹无名枣色马。
另一匹出名的种马是一匹16.1手距（65英寸；165）的拉车种马，其血统不详，名为火焰（Blaze）。这些马驹保留着从19世纪早期开始的家谱，1806诞生了一匹母马驹，后来被以其主人农场的名字称为“兰皮特母马”（Lampits mare），其血统即可追溯到那匹黑色种马。这匹母马被列为几乎所有今天活着的克莱兹代尔马的祖先。她的马驹之一是汤普森黑马（Thompson's Black Horse，被称为Glancer），它对克莱兹代尔马这一品种具有重大的影响。
在记载中，第一次使用“克莱兹代尔”这一名称来表示这一品种，是1826年在格拉斯哥的一个展览上。18世纪后期也有人提出了另一种关于它们起源的理论，说它们起源于早在15世纪就被带到苏格兰的弗拉芒马。但是，即使是该理论的提出者也承认，它们很可能有一个共同的祖先。
苏格兰曾有一种在地区之间租用种马的系统，其书面记载可以追溯到1837年。该项目由当地农业促进协会组成，举办品种展示来挑选最好的种马，其主人会获得货币奖励。之后，马主还能得到更多的钱，条件是带着该种马在一片指定区域，与当地的母马交配。通过该系统，以及购买，克莱兹代尔马的种马被送到整个苏格兰和英格兰北部。

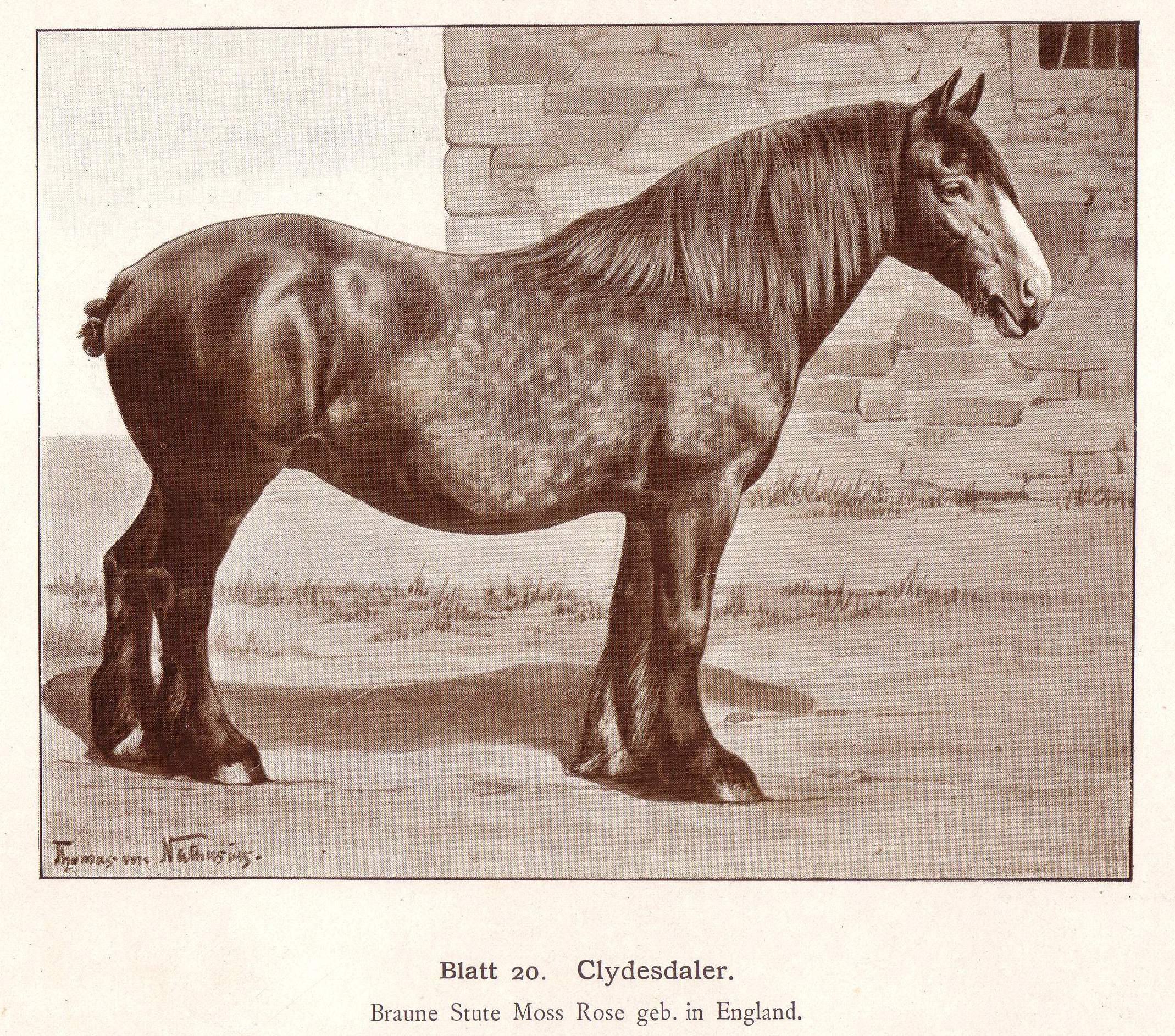
1904年绘制的克莱兹代尔马

通过广泛地与当地母马杂交，这些种马将克莱兹代尔马这一类型传播到了他们被安置的整个地区，到1840年，苏格兰挽马和克莱兹代尔马已经是一样的了。1877年，苏格兰克莱兹代尔马协会（Clydesdale Horse Society of Scotland）成立，随后在1879年，美洲克莱兹代尔马联合会（American Clydesdale Association，后更名为美国克莱兹代尔马育种者[Clydesdale Breeders of the USA]）也成立了，它服务于美国和加拿大的育种爱好者。美国第一本种马簿发布于1882年。1883年，短命的选择克莱兹代尔马协会（Select Clydesdale Horse Society）成立，来跟克莱兹代尔马协会竞争。其创始人是两名致力于改善该品种的育种者，他们对于将夏尔马的血液引入克莱兹代尔马也起到了很大一部分作用。:284–285
19世纪末20世纪初，有大量的克莱兹代尔马从苏格兰出口，仅在1911年就有1,617匹种马离开了该国。1884到1945年之间，为20,183匹马颁发了出口证书。这些马被出口到大英帝国的其它国家，以及南北美洲、欧洲大陆和俄罗斯。
一战中为了打仗征募了数千匹马，战争结束后，随着农场机械化程度的提高，品种的数量下降了。在两次世界大战之间，该数量持续下降。在二战之后，英格兰用于繁殖的克莱兹代尔种马的数量，从1946年的超过200匹，下降到1949年的80匹。到1975年，稀有品种生存信托认为它们很容易灭绝，:348–351表示英国用于繁殖的母马只剩下不到900屁。
在19、20世纪，许多马从苏格兰出口到了澳大利亚和新西兰。:348–351在1918年，英联邦克莱兹代尔马协会（Commonwealth Clydesdale Horse Society）成立，成为该品种在澳大利亚的协会。在1906到1936年间，克莱兹代尔马在澳大利亚繁殖得非常广泛，以至于其它的挽马品种几乎无人知晓。到1960年代末，人们注意到“在维多利亚州和新西兰都培育出了出色的克莱兹代尔马；但至少在以前的地方，人们认为应当经常从英格兰进口来保持这种马的繁殖。”在1924到2008年之间，有25,000匹克莱兹代尔马在澳大利亚注册。克莱兹代尔马的流行使得它被称为“建立澳大利亚的品种”。:284–285
1990年代，该品种变得更流行，数量也开始上升。到2005年，稀有品种生存信托已将该品种的状态改为“有危险”，:348–351意味着英国的育种母马少于1,500匹。但到了2010年，其状态又被改回到容易灭绝。美国家畜繁殖保护协会认为克莱兹代尔马处于“监视”状态，意味着截至2010年，美国每年注册的马少于2,500匹，而全球范围内的存量少于10,000匹。截至2010年，全世界估计有大约5,000匹克莱兹代尔马，美国和加拿大大约有4,000匹，:348–351英国有800匹，其余的在其它国家，包括俄罗斯、日本、德国和南非。:284–285

## 用途

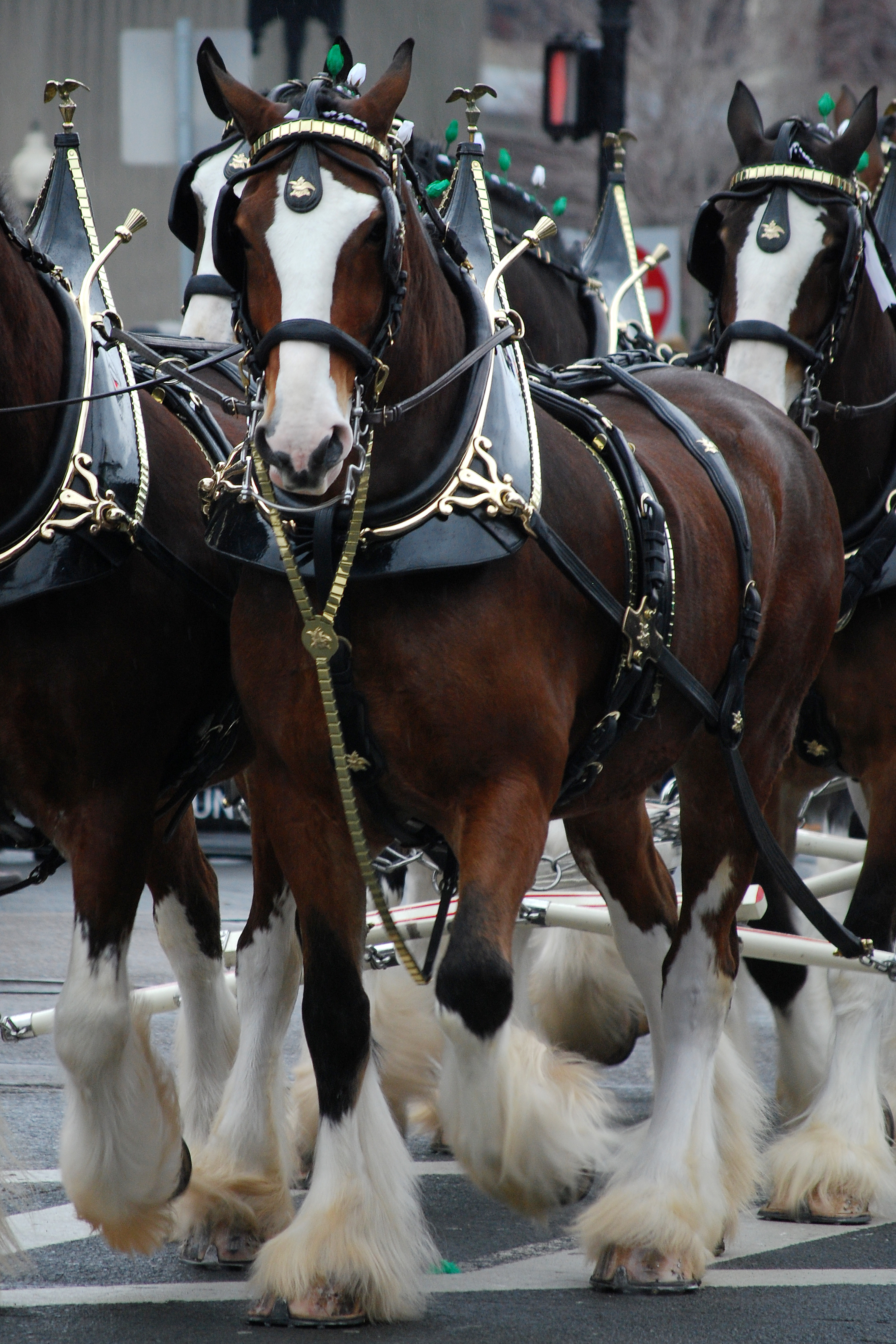
百威克莱兹代尔马

克莱兹代尔马最初被用于农业，在拉纳克郡运煤，在格拉斯哥运送重载。今天，克莱兹代尔马仍被用作挽马，包括农业、伐木和拉车。它们还被用来展示和骑乘，以及保留用于娱乐。克莱兹代尔马被认为是拉车服务和游行马匹的流行品种，因为它们有白色的腿羽。:348–351
除了拉车，克莱兹代尔马还被用于表演。在县和州的活动中，以及在国家的展览上，它们会被用于骑马和牵马表演。在该品种最著名的成员中，有一些是组成百威克莱兹代尔马队的成员。这些马最初是在美国禁酒令结束时，由百威啤酒厂所拥有的，此后已成为该品种和该品牌的国际符号。百威的繁殖程序对颜色和构型有着严格的标准，影响了在美国的该品种的外观，以至于很多人认为，克莱兹代尔马总是枣色带白色印记的。:348–351
某些克莱兹代尔马也被用于骑乘，和拉车一样，也可以进行骑马表演。由于它们很镇定，已被证明很容易训练，并能作为出色的试验马（trial horse）。克莱兹代尔马和夏尔马被英国皇家近卫骑兵用作鼓马（drum horse），在礼仪场合和国家场合引导游行队伍。这些马的颜色引人注目，包括花斑、白斑和沙色。要用于这个目的，鼓马站立时必须至少达到17手距（68英寸；173）高。它们驮着音乐骑兵（Musical Ride Officer）和两只银鼓，各重56（123英磅）。
在19世纪后期，克莱兹代尔马的血液被加入到爱尔兰挽马这一品种中，这是为了尝试改进和重振这一正在衰落的品种。然而，这些努力并未取得成功，因为爱尔兰挽马的育种者认为，克莱兹代尔马的血液使他们的马更粗壮，容易出现小腿支撑不住的情况。:374–375克莱兹代尔马帮助创造了吉普赛马，该马是英国开发的。:117–118克莱兹代尔马和其它挽马品种，也被用来创造了澳大利亚挽马。在20世纪初，它们经常被用来与 山谷的小马 交配，来创造中型挽马，用来拉商用货车和军用火炮。:294

## 扩展阅读
- Smith, Donna Campbell.  [挽马之书：建造世界的温柔巨人]. 全球佩特出版社（英语：Globe Pequot Press）. 2007. ISBN 1-59228-979-7 （英语）.[]